# Février 2013 en sport
Pour un article plus général, voir 2013 en sport.
Cette page concerne l'actualité sportive du mois de février 2013

## Faits marquants
- 7 au 10 février : WRC avec le Rallye de Suède 2013 remporté par Sébastien Ogier et Julien Ingrassia.

### Dimanche2 février
- Cyclo-cross : le Belge Sven Nys devient pour la seconde fois champion du monde de cyclo-cross à l'âge de 36 ans à Louisville aux États-Unis. Le Belge Klaas Vantornout et le Néerlandais Lars van der Haar sont respectivement deuxième et troisième[1].
- Rugby à sept : l'équipe d'Angleterre remporte la quatrième étape des IRB Sevens World Series disputée à Wellington en battant en finale le Kenya sur le score de 24 à 19[2].

### Dimanche10 février
- Football : le Nigeria remporte la Coupe d'Afrique des nations qui se déroule en Afrique du Sud en battant en finale le Burkina Faso sur le score de 1 à 0[3].
- Rugby à sept : l'équipe d'Afrique du Sud remporte la cinquième étape des IRB Sevens World Series disputée à Las Vegas. Les Sud-Africains dominent 40 à 21 les Néo-Zélandais lors de la finale. Ces-derniers conservent la tête du classement[4].

### Dimanche24 février
- Hockey sur glace : le HK Tornado remporte la Coupe d'Europe féminine[5].

## Décès
- 1er février : Vladimir Yengibaryan[6] (boxe anglaise)
- 1er février : Louis Luyt[7] (rugby à XV)
- 3 février : Zlatko Papec[8] (football)
- 3 février : B. H. Born[9] (basket-ball)
- 8 février : Jan Ellis[10] (rugby à XV)
- 8 février : Alfred Sosgórnik[11] (athlétisme)
- 8 février : Ian Lister[12] (football)
- 8 février : Ron Hansell[13] (football)
- 10 février : Zhuang Zedong[14] (tennis de table)
- 10 février : Thierry Rupert[15] (basket-ball)
- 10 février : Bill Roost[16] (football)
- 11 février : Alfred Zijai[17] (football)
- 11 février : Teodor Lucuță[18] (football)
- 11 février : Frank Seator[19] (football)
- 14 février : Zdeněk Zikán[20] (football)
- 14 février : Luis Cruzado[21] (football)
- 15 février : Sauveur Rodriguez[22] (football)
- 15 février : Carmelo Imbriani[23] (football)
- 16 février : Les McNichol[24] (rugby à XIII)
- 17 février : Hubert Schieth[25] (football)
- 19 février : John Downie[26] (football)
- 20 février : Youssef Sleman[27] (football)
- 20 février : Antonio Roma[28] (football)
- 21 février : Dick Neal Jr.[29] (football)
- 21 février : Hasse Jeppson[30] (football)
- 21 février : Nazem Ganjapour[31] (football)
- 22 février : Atje Keulen-Deelstra[32] (patinage de vitesse)
- 24 février : Con Martin[33] (football)
- 24 février : Dave Charlton[34] (sport automobile)
- 28 février : Seamus O'Connell[35] (football)
- 28 février : Neil McCorkell[36] (cricket)
- 28 février : Theo Bos[37] (football)